# 124 a.C.
Il 124 a.C. (CXXIV a.C. in numeri romani) è un anno  del II secolo a.C.

## Eventi
- Gaio Cassio Longino e Gaio Sextio Calvino diventano consoli della Repubblica romana.
- Rivolta di Fregellae contro Roma in Lazio, alla fine la città fu catturata e distrutta dai Romani.
- Mitridate II succede a Artabanus I come re dei Parti.
- Cleopatra II e suo fratello Tolomeo VIII si riconciliano

## Nati
- Marco Livio Druso, politico romano († 91 a.C.)

## Morti
- 11 giugno - Aspasine, principe persiano
- Polibio, storico greco antico